# Valencina de la Concepción
Valencina de la Concepción este un municipiu în provincia Sevilia, Andaluzia, Spania cu o populație de 6.987 locuitori.
1. ↑  Nomenclátor Geográfico de Municipios y Entidades de Población (20240402 edition)